# San Antonio (Jujuy)
San Antonio is een plaats in het Argentijnse bestuurlijke gebied San Antonio in de provincie Jujuy. De plaats telt 3.698 inwoners.